# Okamoto Kenji
Kenji Okamoto (sinh ngày 15 tháng 5 năm 1971) là một cầu thủ bóng đá người Nhật Bản.

## Sự nghiệp câu lạc bộ
Kenji Okamoto đã từng chơi cho Kashima Antlers.